# تیم ملی فوتبال زیر ۲۰ سال نروژ
تیم ملی فوتبال زیر ۲۰ سال نروژ (انگلیسی: Norway national under-20 football team) نماینده کشور نروژ در بازی‌های زیر ۲۰ سال است که زیر نظر اتحادیه فوتبال لهستان فعالیت می‌کند.